# Рибинце
Рибинце (на сръбски: Рибинце или Ribince) е село в Югоизточна Сърбия, Пчински окръг, Град Враня, община Враня.

## География
Селото е разположено във Вранската котловина, близо до левия бряг на река Южна Морава. Отстои на 5 км южно от окръжния и общински център Враня, на североизток от село Долни Нерадовац, на 4,4 км северозападно от село Златокоп и север от село Купининце. Край селото минава международен път Е75. Също така Рибинце е спирка на железопътната линия Белград-Скопие.

## История
По време на Първата световна война селото е във военновременните граници на Царство България, като административно е част от Вранска околия на Врански окръг.

## Население
Според преброяването на населението от 2011 г. селото има 473 жители.

### Етнически състав
Данните за етническия състав на населението са от преброяването през 2002 г.
- сърби – 453 жители (96,17%)
- цигани – 16 жители (3,39%)
- македонци – 1 жител (0,21%)
- българи – 1 жител (0,21%)